# Черніца (Флорештський район)
Черніца (рум. Cernița) — село у Флорештському районі Молдови. Утворює окрему комуну.

## Населення
За даними перепису населення 2004 року у селі проживали 1098 осіб.
Національний склад населення села:
| Національність   | Кількість осіб | Відсоток   |
| ---------------- | -------------- | ---------- |
| молдавани румуни | 1088 1         | 99,1% 0,1% |
| росіяни          | 6              | 0,5%       |
| українці         | 3              | 0,3%       |
| Всього           | 1098           | 100%       |